# موريسي كفيتيلاشفيلي
موريسي كفيتيلاشفيلي هو متزلج على الجليد روسي-جورجي يمثل جورجيا في المحافل الدولية، ولد في 17 مارس 1995.